# Vestbygda
Vestbygda är en tätort i Farsunds kommun i Agder fylke i södra Norge. Orten ligger där fylkesväg 463 möter fylkesväg 43, väster om Farsunds flygplats.